# Giuseppe Ayala
Giuseppe Maria Ayala (Caltanissetta, 18 maggio 1945) è un ex magistrato ed ex politico italiano.

## Biografia

### Carriera in magistratura
Proveniente da una famiglia nobile proprietaria di alcune solfare, studiò al Liceo classico Ruggero Settimo di Caltanissetta; dopo la laurea in giurisprudenza, conseguita all'Università degli Studi di Palermo, esercitò la professione di avvocato presso lo studio legale di Girolamo Bellavista, uno dei più celebri penalisti palermitani. Entrato in magistratura, fu prima pretore a Mussomeli (Caltanissetta) e poi sostituto procuratore della Repubblica di Palermo.
Ayala non faceva propriamente parte del pool antimafia, essendo sostituto procuratore e non giudice istruttore, ma collaborava con esso e aveva inoltre il compito di portare a processo i risultati delle indagini del pool per ottenere le condanne, insieme con Vincenzo Geraci, Domenico Signorino e Giusto Sciacchitano. Fu pubblico ministero al primo maxiprocesso insieme al collega Signorino, diventando, poi, Consigliere di Cassazione.
Nel 1989 il Consiglio superiore della magistratura decise il trasferimento di Ayala ad altra sede per incompatibilità ambientale, a seguito dell'audizione del collega Alberto Di Pisa, il quale lo accusava di essere il principale responsabile della sua incriminazione come autore delle lettere anonime che contestavano l'operato del pool antimafia (il cosiddetto "Corvo di Palermo"), nonché di aver contratto un grosso debito con il Banco di Sicilia insieme con la moglie. La decisione causò numerose polemiche ed Ayala decise subito di ricorrere al Tar siciliano che, un mese dopo, sospese il provvedimento.

### Ingresso in politica
Venne eletto alla Camera dei deputati nel 1992 diventando deputato nelle file del Partito Repubblicano Italiano (poco prima dell'omicidio di Giovanni Falcone e Paolo Borsellino).
In seguito a Tangentopoli, e alla crisi del PRI, Ayala passò ad Alleanza Democratica, confermando il seggio alla Camera dei deputati nel 1994. Dopo la scomparsa di AD aderì al progetto dell'Unione Democratica di Antonio Maccanico con la quale fu eletto al Senato nel 1996 ma poi in corso di legislatura passò tra i Democratici di Sinistra, partito con il quale venne eletto senatore nel 2001 fino al 2006.
Sottosegretario al Ministero di Grazia e Giustizia dal 1996 durante il governo Prodi I, l'incarico gli fu riconfermato anche nei successivi governi D'Alema I e II, fino al 2000.
Conclusa l'esperienza politica nel 2006, è rientrato in magistratura (pur ritenendo inopportuno il passaggio dal parlamento al tribunale, che pure la legge consente) come consigliere di una sezione civile presso la Corte di Appello dell'Aquila (2006-2011). Dal dicembre 2011 è in pensione.
Il 13 aprile 2018 è rimasto coinvolto in un incidente in moto mentre stava percorrendo una strada di Palermo, quando è stato travolto da un'auto. Nell'incidente ha subito la frattura del femore.

## Controversie
- Nel 1988 Ayala fu al centro di polemiche per una fotografia risalente a dieci anni prima che lo ritraeva insieme al boss mafioso Michele Greco mentre assistevano ad uno spettacolo al castello di San Nicola l'Arena (gestito dal principe Alessandro Vanni Calvello, in seguito condannato per associazione mafiosa al maxiprocesso di Palermo ma all'epoca soltanto rampollo dell'aristocrazia palermitana); la fotografia era già stata esaminata ed archiviata a suo tempo dal CSM e Ayala si difese affermando che Greco e Vanni Calvello erano incensurati in quel periodo e la foto era già di dominio pubblico perché allegata agli atti del maxiprocesso[13]. Nel 1996 la fotografia tornò alla ribalta a causa di un'interrogazione parlamentare presentata dall'onorevole Tiziana Parenti in cui chiedeva spiegazioni sui rapporti tra Ayala e il boss Francesco Di Carlo, socio di Vanni Calvello nella gestione del castello di San Nicola l'Arena[14].
- Nell'agosto 1993 Ayala venne sfiorato dalle inchieste sulla Tangentopoli siciliana: fu infatti raggiunto da un'informazione di garanzia per finanziamento illecito ai partiti che seguiva le accuse dell'imprenditore edile agrigentino Filippo Salamone, che affermava di avergli consegnato 10 milioni di lire destinati al PRI in occasione della campagna elettorale del 1992[15]. Ayala, prosciolto in istruttoria da tutte le accuse, replicò: «Salamone ha contribuito nel '92 alla campagna del PRI, di cui ero capolista, versando qualche milione. Ma non ha mai detto di averlo dato a me. Cosa che non poteva fare, non essendoci stato mai nessun contatto tra noi»[16].
- Nel 1997 la Procura di Caltanissetta aprì un'indagine a carico di Ayala a seguito delle dichiarazioni dei collaboratori di giustizia Salvatore Cancemi e Francesco La Marca, i quali affermarono che l'ex magistrato intervenne attraverso l'avvocato Francesco Musotto (ex presidente della provincia di Palermo, poi processato per concorso esterno in associazione mafiosa) presso esponenti mafiosi per ottenere la restituzione di alcune statuette rubate al fratello, che gli furono fatte ritrovare perché da pubblico ministero del maxiprocesso aveva concesso gli arresti domiciliari al boss mafioso Pino Savoca[17]. Ayala respinse tutte le accuse e la Procura archiviò l'indagine perché effettivamente il furto si verificò ma non vi era la prova di un interessamento di Ayala al ritrovamento delle statuette[17].
- Nel 2014 il collaboratore di giustizia Gaspare Mutolo, nel corso di un'intervista concessa alla rivista online Antimafia Duemila e poi ad un'udienza del processo "Borsellino quater", accusò Ayala di essere stato corrotto dalla mafia con droga e denaro per ottenere condanne più lievi al maxiprocesso[18]. Ayala denunciò Mutolo per calunnia e nel 2020 il Tribunale di Roma condannò il collaboratore di giustizia a due anni di reclusione e 20mila euro di multa a titolo di risarcimento[19].

### La scomparsa dell'agenda rossa di Paolo Borsellino
A seguito della strage di via D'Amelio, nell'attentato sparisce l'agenda rossa del magistrato Borsellino, un taccuino personale sopra cui lo stesso Paolo Borsellino avrebbe annotato le più importanti considerazioni e fatti che riguardavano la mafia nell'ultimo periodo (tra cui anche i possibili sospettati della strage di Capaci). Ayala fu uno dei primi ad arrivare sul luogo della strage, e rese in proposito testimonianze discordanti, motivate (come da lui dichiarato) dalla situazione di grande turbamento emotivo in cui si trovava. Ecco le versioni:
1. Quella dell'8 aprile 1998, nella quale Ayala dichiara di avere rifiutato di prendere in mano la borsa che un ufficiale dei carabinieri gli porgeva dopo averla prelevata dal sedile posteriore della macchina blindata di Paolo Borsellino.
2. Quella del 2 luglio 1998, nella quale Ayala non è più sicuro che l’uomo, seppure in divisa, fosse un ufficiale dei carabinieri.
3. Quella del 12 settembre 2005, (nel frattempo, a seguito del ritrovamento di una fotografia, è entrato in scena anche il Cap. Arcangioli) nella quale Ayala dice di avere prelevato lui la borsa dal sedile posteriore, ma di averla poi affidata ad un ufficiale dei carabinieri escludendo in modo perentorio che sia stato l'ufficiale a consegnargli la borsa.
4. Quella dell'8 febbraio 2006, nella quale era una persona che certamente non era in divisa a prelevare la borsa e poi è la stessa persona (descritta però stavolta come "in divisa") a volgersi verso di lui e a consegnargli la borsa, che egli stesso, a sua volta, consegna a un ufficiale in divisa che si trovava accanto alla macchina.[23]

L'agenda rossa di Paolo Borsellino è tuttora dispersa.

## Opere
- La guerra dei giusti, con Felice Cavallaro, Arnoldo Mondadori editore, 1993.
- Chi ha paura muore ogni giorno. I miei anni con Falcone e Borsellino, Mondadori, 2009.
- Troppe coincidenze. Mafia, politica, apparati deviati, giustizia: relazioni pericolose e occasioni perdute, Mondadori, collana Frecce, 2012.